# Ludovic al IX-lea al Franței
Ludovic al IX-lea al Franței (n. 25 aprilie 1214, Poissy, Île-de-France, Franța – d. 25 august 1270, Tunis, Hafsizi), cunoscut în general ca Sfântul Ludovic, a fost rege al Franței din 1226 până la moartea sa. A fost de asemenea Conte de Artois (ca Ludovic al II-lea) din 1226 până în 1237. Născut la Poissy, în apropiere de Paris, a fost membru al Casei de Capet, fiul regelui Ludovic al VIII-lea și a Blancăi de Castilia. Este singurul rege al Franței care a fost canonizat. Mai multe orașe din întreaga lume îi poartă numele (Saint Louis în Statele Unite; São Luís în Brazilia; San Luis Potosí în Mexic etc.). A înființat Parlamentul de la Paris.

## Începuturi

Reprezentare a Sfântului Ludovic considerată a fi conformă cu realitatea - statuie de la începutul secolului al XIV-lea în biserica din Mainneville, Eure, Franța

Ludovic s-a născut în 1214 la Poissy, lângă Paris, fiul lui Ludovic al VIII-lea și a Blancăi de Castilia. Membru al Casei de Capet, Ludovic avea unsprezece ani când tatăl său a murit, pe 8 noiembrie 1226. A fost încoronat rege în același an, în Catedrala din Reims. Din cauza frăgezimii vârstei lui Ludovic, mama lui a domnit ca regentă cât timp acesta a fost minor.
Fratele lui mai mic Carol I al Siciliei (1227-1285) a devenit conte de Anjou, fondând astfel a doua dinastie angevină. Destinul tragic al acelei dinastii în Sicilia, ca rezultat al Vecerniilor Siciliene, nu au afectat canonizarea lui Ludovic.
Nu se cunoaște o dată exactă pentru începutul domniei personale a lui Ludovic. Contemporanii au considerat domnia sa o co-guvernare cu mama sa, deși istoricii consideră în general 1234 ca anul în care Ludovic a început să domnească singur, mama sa servindu-i mai degrabă de consilier. A fost un consilier important pentru rege până la moartea sa în 1252.
Pe 27 mai 1234 Ludovic s-a căsătorit cu Margareta de Provența (1221- 21 decembrie 1295), a cărei soră Eleonora se căsătorise cu Henric al III-lea al Angliei.

## Cruciade
La vârsta de 15 ani Ludovic a pus capăt Cruciadei Albigensiene, în 1229, în urma semnării unui acord cu Contele Raymond al VII-lea de Toulouse, care îl elibera pe tatăl acestuia, Raymond al VI-lea, de suspiciunile de ucidere a unui predicator care avea misiunea de a îi converti pe catari.
Pietatea și bunătatea arătată de rege pentru săraci au fost îndelung apreciate. A mers de două ori în cruciadă, în 1248 (Cruciada a șaptea) și în 1270 (Cruciada a opta). Ambele cruciade au fost dezastre totale; după un succes inițial în prima încercare, armata de 15.000 de soldați a lui Ludovic s-a lovit de rezistența armatei și poporului egiptean.

### Cruciada a șaptea
Astfel evenimentele celei de a șaptea cruciade au fost datorate acestui rege. Dar iată contextul internațional: Căderea Ierusalimului (1244) în mâinile sultanului Ayubid nu a mai stârnit în Europa emoția de altădată, nici măcar împăratul Frederic al II-lea, deținătorul titlului de rege al Ierusalimului, nu a schițat nici un gest. În societatea feudală apuseană, progresul centralizării statelor complicase relațiile internaționale, nimeni nu mai voia să audă de unitatea politică europeană creștină, de supremația împăratului sau a papei, interesele naționale sau particulare creaseră partide politice gata să se înfrunte, unele tânjind după fărâmițarea feudală de altădată, altele vizând o mai mare putere în stat. Papa redeschise conflictul dintre sacerdoțiu și imperiu, conflict susținut de cele două tabere adverse, guelfii și ghibelinii, Anglia reluase ostilitățile cu Franța, în timp ce aceasta era amenințată de împăratul Frederic al II-lea, căruia puțin i-a lipsit să-l facă prizonier pe Ludovic al IX-lea la Vaucouleurs, unde regele încrezător, se dusese să trateze o problemă de graniță.
În aceste condiții, când solii patriarhului Ierusalimului au poposit la curțile princiare din Occident solicitând o cruciadă, ei au fost primiți cu rezervă. Singur papa, în calitate de șef al creștinătății, s-a arătat sensibil la cerere, dar tocmai de aceea cruciada, pentru mulți, nu mai reprezenta decât partida papală și preferau să rămână deoparte, așteptând ca lucrurile să capete întorsătura dorită de ei.
Succesorul papei Grigore al IX-lea, Inocențiu al IV-lea, în conciliul de la Lyon (iunie-iulie 1245), a predicat cruciada și a așteptat un răspuns. Frederic al II-lea, însă, a manifestat o rezistență dârză față de proiect și odată cu el întreaga partidă antipapală foarte numeroasă, mai ales în Italia, cu putere de influență în mase. Orășenii din Regensburg, credincioși și ei împăratului, au mers până acolo încât au declarat un lucru nemaiauzit: că va fi pedepsit cu moartea oricine se va face cruciat. Anglia s-a opus ridicării impozitului de cruciadă, iar regele Norvegiei, Haakon al IV-lea, deși se făcuse cruciat în 1237, a obținut de la papă permisiunea de a lupta împotriva păgânilor (slavilor) din nord. Papalitatea contribuia astfel, fără să vrea, la volatizarea ideii de cruciadă. Tot așa procedase și în Franța, când declarase lupta împotriva ereziei albigeneze drept o cruciadă, sau când asimilase cruciadei participarea la construirea unei catedrale. Dar cruciada nu putea să moară pur și simplu. Agonia ei se anunța neașteptat de lungă, ea fiind ținută încă în viață de însăși evenimentele pe care oamenii erau siliți să le înregistreze, nu numai sub aspectul lor politic, ci și religios-moral.
Orientul înainta acum spre Occident cu zgomot, semănând prăpăd și jale. În anul 1241, în timpul marelui han Ughedu avusese loc marele atac al mongolilor, năvălitorii ajungând până la coasta dalmată, după ce cnezatele rusești fuseseră călcate de copitele cailor, ținutul dintre Nistru și Tisa pustiit, iar regatul apostolic maghiar trecut prin foc și sabie. La puțin timp după această grea încercare, din care Europa răsăriteană încă nu-și revenise, când lumea aștepta încordată repetarea atacului, sosise vestea căderii Ierusalimului și a ororilor săvârșite de trupele de khwarizmieni. La toate acestea, însă, Occidentul nu dădea nici un răspuns, amorțeala părea că-i cuprinsese pe feudalii apuseni. Totuși forțele cruciate nu se epuizaseră complet, nici setea de aventură nu secase în toate inimile cavalerilor, dovadă un Thibaud al IV-lea, conte de Champagne, pleca cu o mână de oameni și împreună străbăteau, pe jos, drumul extrem de anevoios din Franța până sub zidurile Ascalonului. Un eșec total pecetluia expediția temerarului conte, dar ea avea să fie piatra aruncată ce va stârni valul cel mare.
Evenimentul, în realitate un episod oarecare între multe alte încercări asemănătoare, nereușite, de cruciadă, a produs o impresie profundă asupra regelui Franței, Ludovic al IX-lea, și l-a determinat, atunci când nimeni nu se mai aștepta, să întreprindă o cruciadă cu forțe personale, adică numai cu participare franceză. Ludovic al IX-lea, o fire deosebit de evlavioasă, trăsătură ce-i va aduce porecla de cel sfânt, s-a dovedit a fi un om de o energie nebănuită, contrastând cu blândețe și delicatețea fizionomiei sale, perseverent și curajos, trăsături pe care cele două cruciade a VII-a  și a VIII-a, organizate de regele Franței, le vor scoate în evidență.
Urmărind firul povestirii cronicarul Joinville, biograful lui Ludovic al IX-lea, regele pare să fi îmbrăcat haina de cruciat în 1244, fiind grav bolnav, într-un moment când toți curtenii îl credeau pierdut și el însuși se considera fără scăpare. Atunci, se spune, a implorat mila divină, promițând că va pleca în cruciadă. După însănătoșire, regele nu a mai putut reveni asupra unui angajament atât de solemn, cu toate că mama sa, regina Blanca de Castilia, sfetnicii, chiar papa, îl îndemnau solemn să renunțe, încredințându-l că un jurământ făcut într-un moment când creierul îi era cuprins de fierbințeală nu avea valoare. Ludovic al IX-lea nu a mai dat înapoi, iar gestul său a fost interpretat ca o pornire plecând dintr-o adâncă și neclintită evlavie. La o analiză atentă a faptelor se constată, însă, că interese de ordin politic au avut o greutate egală în decizia luată de rege. În regat, marea feudalitate profitând de perioada de minorat a regelui și de foametea ce bântuia țara creând dificultăți regelui, se răzvrătise, încercând să revină la fărâmițarea politică de altădată și numai cu greu Ludovic reușise, în ultima vreme, să restabilească ordinea, fără a o impune însă definitiv. De aceea, o cruciadă prin care marii nobili să fie scoși din regat era binevenită. Ea permitea, în același timp, regelui Franței să se afirme pe plan internațional, să-l pună în inferioritate pe rivalul său Frederic al II-lea, asupra căruia plana bănuiala că întreținea în continuare relații de prietenie cu sultanul. Încoronarea regelui Franței la Ierusalim ar fi însemnat triumful politicii franceze asupra celei germane, împlinirea unui vis de secole, de când Franța se văzuse frustrată de către regii germani de a mai adăposti coroana imperială. O intervenție armată în Siria nu însemna o lipsă de simț politic, deoarece situația, mereu schimbătoare din Orientul Mijlociu, se prezenta, după toate aparențele, în favoarea cruciaților. Între sultanul Egiptului, Al-Salih, și emirii din Alep și Homs interveniseră certuri, soldate cu ciocniri militare, la adăpostul cărora cruciații ar fi putut debarca nestingheriți și înainta asupra Ierusalimului, cetatea fiind, după cum se știe, cu zidurile de apărare distruse și deci ușor de cucerit. Ludovic al IX-lea se baza pe concursul ordinelor călugărești și al regelui Ciprului, Henric I de Lusignan, nepotul lui Guy de Lusignan, fostul rege al Ierusalimului. Rămânea doar să echipeze o armată numeroasă, formată din cavaleri destoinici, iar pentru aceasta tezaurul statului, bogat ca niciodată, îi sta la dispoziție.
Pregătirile au durat 4 ani, dificultatea cea mai mare întâmpinând-o regele în a convinge pe nobili să-l urmeze, cât despre o antrenare a maselor, ea nici nu intra în discuție. Cruciada populară, ca și cea internațională, dispăruse cu desăvârșire din mintea organizatorilor, ceea ce se cerea era o armată regulată, bine instruită, în stare să susțină un război după toate cerințele artei militare și politice. La chemarea regelui, rezistența nobililor a fost atât de mare, încât, după mai mult timp de insistențe și încercări inutile, Ludovic al IX-lea, pentru a crea cruciați, a recurs la un șiretlic. Exista un obicei mai vechi ca toți cei ce se distingeau în serviciul regelui să primească la marile sărbători, în semn de cinstire, o mantie numită livrea. În noaptea de Crăciun, în timp ce se oficia slujba în biserica Saint Denis, în prezența regelui și a celor mai mari nobili din Franța, aceștia s-au văzut, la un moment dat, acoperiți cu câte o mantie de către slujitorii regali. La lumina slabă a lumânărilor, care lăsau părți întregi din masiva biserică în întuneric, nimeni nu a dat atenție că pe pelerină era brodată o cruce și mai ales nimeni nu a bănuit cursa ce se întindea. Când ceremonia s-a sfârșit, iar alaiul a urmat pe rege afară din biserică, deodată nobilii din ultimele rânduri au avut sentimentul că, sub clarul lunii, defilează o armată de pelerini cruciați, căci, nu mai era nici un dubiu, toți purtau pe umărul drept semnul crucii. Unii dintre ei au fost tentați să privească totul ca o glumă bună, iar regelui i-au mai adăugat o poreclă cea de Vânător de Oameni, alții însă și-au dat seama de gravitatea situației și au încercat să obțină de la rege o dezmințire sau dezlegare, invocând tot felul de motive, mai mult sau mai puțin plauzibile.
Ludovic al IX-lea, care știa să se facă ascultat când voia, s-a arătat neînduplecat. Sub amenințarea de a fi acuzați de trădare față de tron și biserică, nobilii au fost siliți să-și vândă o parte din pământuri, chiar din castele, și să se pregătească în conformitate cu cerințele unei lungi și foarte costisitoare campanii, mobilizând, totodată, pe toți vasalii lor ca să-i însoțească, nedându-le posibilitatea să se eschiveze, căci celor mai puțin înstăriți regele le-a furnizat banii necesari de drum. Armata adunată astfel, cu arcanul, s-a ridicat la cifra de circa 15 000 de oameni. Conducerea ei a fost încredințată unor persoane de încredere, devotate coroanei, mari seniori cu autoritate, în stare să se facă ascultați și să mențină disciplina. Printre ei se numărau cei trei frați ai regelui: Alphonse de Poitiers, Robert d’Artois, Charles d’Anjou, cu care Ludovic al IX-lea s-a aflat în deplină armonie, vărul regelui Jean d’Orléans, cunoscut pentru spiritul său de abnegație, conetabilul Franței, Imbert de Beaujeu, om încercat, cu multă experiență militară, ducele Bretaniei, Pierre, contele Flandrei, Guillaume, seniorii Geofrey de Sargines, Gaucher de Chatillon, Philippe de Montferat, Jean de Valery etc. Seniorul de Joinville, prietenul cel mai apropiat și sfetnicul lui Ludovic al IX-lea, îl însoțea pe rege, nu atât din convingere, cât din atașament și credință față  de persoana regelui și la fel ca el au procedat mulți alții.
În afara granițelor Franței, elanul de cruciadă a fost aproape nul. În afară de un corp de oaste englez, condus de contele de Salisbury, Guillaume Longue Epée (William Spadă Lungă), nu s-a mai alăturat nimeni cruciaților francezi. În schimb și data aceasta, femeile nu au lipsit din cruciadă: regina Margareta își urma soțul, la fel Jeanne de Poitiers și multe alte doamne de rang înalt, în anturajul lor aflându-se mulți clerici, înrolați cu asentimentul papei. Era tot ce făcuse Inocențiu al IV-lea pentru această cruciadă, propovăduită mai mult de formă, deoarece papa prefera o politică de misionarism, conștient fiind că Europa nu mai dispunea de forțele necesare organizării unei cruciade. La conciliul de la Lyon, el se plângea de lipsa de unitate dintre autoritatea laică și ecleziastică și se întreba neputincios: cum ar putea ea fi înlăturată când cele două jumătăți ale lui Dumnezeu (papalitatea și imperiul) se aflau într-o opoziție permanentă?. Fără această unitate cruciada nu mai era cruciadă, de aceea el se mulțumea doar cu încuviințarea unei expediții, propriu-zis franceză, în Siria. Mijloacele înfăptuirii ei, planul de atac nu-l interesau.

### Plecarea în cruciadă
În primăvara anului 1249, cruciații erau gata de plecare. După ce Ludovic al IX-lea a încredințat regența mamei sale, Blanca de Castilia, și câtorva consilieri, oameni a căror fidelitate fusese încercată, armata în frunte cu regele ei, a coborât în sudul Franței și la Aigues-Mortes ea s-a îmbarcat pe 120 corăbii mari de război și peste 150 de ambarcațiuni mai mici, tocmite cu armatorii genovezi și pisani.
Primul popas a fost făcut, conform planului, în insula Cipru, unde cruciații erau așteptați de Henri de Lusignan, gata să aprovizioneze o armată numeroasă cu cantități imense de alimentare. O parte din ele a fost consumată pe loc, deoarece șederea cruciaților în primitoarea insulă s-a prelungit mai mult decât era prevăzut. Cipru fusese ales ca loc de întâlnire cu armata templierilor, condusă de magistrul Guillaume de Sonnac, cu cea a ospitalierilor, comandată de prepozitul Henry de Ronnay și cu cruciații sirieni pe care patriarhul Ierusalimului reușise să-i mobilizeze. O dată corpurile de oaste adunate, au urmat discuții lungi între conducătorii lor, privind desfășurarea expediției. Regele Franței era pentru o debarcare directă în Palestina, fapt ce i-ar fi permis, dat fiind împrejurările, cucerirea imediată a Ierusalimului și cu aceasta scopul cruciadei ar fi fost atins. Lucrurile probabil s-ar fi petrecut așa, deoarece orașele erau aproape toate devastate, zidurile lor distruse. Dar magistrul templierilor, alți cruciați cunoscători ai situației din Siria erau de părere să se reia planul cruciadei a V-a. Mergeți mai degrabă în Egipt, spuneau ei, sultanul, suveranul acestei țări, ține în mâinile lui Palestina. De îndată ce veți pleca, el se va face din nou stăpân pe țară, de aceea cu el trebuie să începeți (campania) dacă vreți să dați trăinicie tronului Ierusalimului.
Ludovic al IX-lea, deși știa cât îi costase pe cruciați campania trecută în Egipt, deși aflase cât de iscusit militar era Al Salih, la insistențele lui Guillaume de Sonnac, a cedat și la 4 iunie 1249, într-o zi de Russalii, cruciații se aflau în fața Damiettei. Pe mal, armata sultanului, câteva mii de oameni, îi aștepta. Tobele băteau, cornurile se tânguiau, într-un cuvânt, un zgomot asurzitor-povestește Joinville-îi întâmpină pe cruciați, care strânși pe puntea vaselor priveau spectacolul ce li se înfățișa dinaintea ochilor, convinși că nu din prietenie pentru ei se stârnise atâta larmă. Deodată de pe galera aflată înaintea celorlalte, vocea regelui a răsunat limpede: Cavaleri înainte! Nu mă priviți ca pe un principe, ci ca pe unul de al vostru, a cărui viață nu este decât un suflu gata să se risipească oricând. Înainte cu încredere!. Cuvinte puține, dar pline de simțire rostite la momentul potrivit, pentru a redeștepta însuflețirea și atașamentul față de conducător. Ele dovedesc cum regele știa să se facă urmat și explică, totodată, cum el a reușit să-și mențină autoritatea tot timpul cruciadei. Regele se arăta gata să împartă soarta luptătorilor săi nu numai prin vorbe, ci și prin fapte.
Șalupa purtătoare a stindardului regal s-a apropiat de mal. Ludovic, primul a sărit în apa ce l-a cuprins până la umeri, strigând Montjoie Saint Denis, strigătul războinicilor francezi, și cu sabia ridicată în mâna dreaptă, cu scutul atârnat de gât a tăiat valul până la primul sarasin venit în întâmpinarea lui. Între timp și ceilalți cruciați s-au apropiat, l-au înconjurat pe rege, alții au adus caii și o luptă îndârjită s-a angajat între cele două armate până la apusul soarelui, când cruciații au rămas stăpâni pe plaja unde debarcaseră. Sarasinii, cu ajutorul porumbeilor, zburători, au anunțat sultanului vestea sosirii francezilor, cerând ajutor grabnic. Dar Al-Salih, care venise în goană din Mesopotamia (Iraq) pentru a-i opri pe cruciați să intre în țara sa, se îmbolnăvise grav și nimeni nu îndrăznise să ia o hotărâre în locul lui. Conducătorul mameluc, neprimind nici un răspuns, a crezut că sultanul murise, de aceea, după ce a poruncit populației din Damietta  să părăsească orașul, și-a retras armata, fără măcar să distrugă podul de vase al cruciaților. Aceștia uimiți, neștiind cărui fapt se datorează capitularea atât de rapidă a egiptenilor, la 6 iunie 1249 intrau în oraș, cântând cu glas tare, Te Deum laudamus. Apoi s-au instalat în casele rămase fără stăpâni, s-au îndestulat cu tot ce au găsit, căci locuitorii în graba retragerii nu putuseră lua cu ei mare lucru; singura lor răzbunare și pagubă pentru cruciați fusese incendierea bazarului cu mărfuri și alimente. Damietta devenea astfel un punct fortificat  și de sprijin pentru tot restul expediției cruciate. Marea epopee din Egipt, din anul 1219, reîncepea. 
Până în luna noiembrie, sorții au fost de partea cruciaților, sorți incredibil de favorabili, dar tocmai de aceea înșelători. Al Salih venise până la Mansurah, luase măsuri de pedepsire a fugarilor de la Damietta și ca vrednic descendent al lui Saladin, pregătea campania împotriva agresorilor când, răpus de boală, murea.
Situația pentru egipteni devenea tragică. Moștenitorul tronului Ayubid, Al-Muazzam-Turan-Șah, se afla tocmai la Yazira (Mesopotamia), emirii puteau să se răscoale dintr-un moment în altul, corpul de oaste al mamelucilor manifesta porniri spre nesupunere, francezii de îndată ce ar fi aflat de moartea sultanului și-ar fi reluat ofensiva, cum, de fapt, s-a și întâmplat. Din acest impas Egiptul a fost salvat de văduva sultanului, inteligenta și energica turcoaică Shajar-Al-Durr. Ajutată de emirul Fakhr, un apropiat al lui Al Salih, și de câțiva sclavi credincioși, ea a ascuns moartea soțului și, ca să nu trezească vreo bănuială, să câștige timp până la venirea fiului, a continuat să emită acte purtând semnătura sultanului, un fals, se înțelege, făcut cu mult talent. Sub un pretext oarecare, Shajar a obținut de la emiri un jurământ de fidelitate față de sultan și moștenitor, ușurându-i astfel, acestuia din urmă recunoașterea ca succesor al lui Al-Salih și, lucru important, a reușit să-l impună pe Fakhr Al Din șef militar și administrator al statului. Aceste măsuri odată înfăptuite, doliul cel mare era anunțat. Al-Muazzam putea veni la Cairo fără teama de a fi respins.
În timp ce în palatul sultanului domnea agitația, francezii au părăsit Damietta și urmând cursul Nilului au pornit spre Cairo, în drum neavând decât un punct fortificat, mai greu de trecut, Mansurah. Aici i-a așteptat Fakhr Al-Din cu întreaga lui oaste. A urmat una dintre cele mai cumplite bătălii înregistrată de cronicile medievale. A durat două luni, timp în care francezii și egiptenii au trecut printr-un adevărat iad, când unii, când ceilalți având avantaj în luptă. Cavalerii francezi obișnuiți cu încăierările scurte de pe continent, de câteva ore, soldat cu câțiva morți și puțini răniți, de când se introduseseră regulile de luptă cavalerești, au avut nu odată sentimentul că trăiesc clipe apocaliptice, de sfârșit de lume. Sultanul adusese o armată numeroasă compusă din turci selgiucizi, mobilizase pe beduini să vină în ajutorul mamelucilor, până și țăranii din împrejurimile Mansurahan-ului au fost chemați, dacă nu să lupte, căci nu aveau arme, măcar să arunce cu noroi în dușman. Musulmanii răsăreau ca din pământ, cu miile, atunci când francezii credeau că s-au retras. Aruncătoarele de pietre, de materiale inflamabile, lăncile, săbiile, iataganele, toate loveau cu precizie, desfigurând, mutilând, smulgând mâini, strivind picioare. Pe fluviu pluteau arme și scuturi, cai și oameni, răniți de moarte, se înecau, trupurile lor fiind purtate în aval, pe sub ochii luptătorilor. Hugues d’Escot primise trei lovituri de lance în față, Erard de Sivery avea nasul retezat, ducele de Burgundia fusese crestat adânc în obraz de o sabie și gura îi era plină de sânge. Coifurile protectoare, prevăzute cu viziere, deveniseră de nefolosit, din cauza căldurii, deși erau în anotimpul zis rece, nobilii se sufocau în ele, de aceea preferau să lupte, lăsând descoperită partea vulnerabilă a capului, țintită de obicei de dușman. Plin de răni, francezii nu-și puteau permite nici un răgaz, ci erau nevoiți să lupte pentru fiecare stradă, pentru fiecare clădire, tactica musulmanilor constând în atacuri repezi, prelungite și repetate, până la totala epuizare a adversarului.
Coșmarul acestor lupte l-a urmărit pe Joinville, povestitorul acestor rânduri până la adânci bătrâneți, spectrele celor căzuți atunci, francezi și musulmani, le vedea aievea, nu uita cum refugiat într-o casă, împreună cu câțiva cavaleri, asediați din toate părțile, scăpase cu viață datorită abnegației și spiritului de jertfă al lui Erard de Siverey care, deși grav rănit, pierzând din abundență sânge, se strecurase până la contele de Anjou și reușise să aducă ajutoare.
Dar nu au fost numai acte de solidaritate cavalerească. Rober d’Artois, fratele regelui, sfidând pe magistrul templierilor, Gullaume de Sonnac, a găsit cu cale să întreprindă pe cont propriu un atac, traversând orașul cu corpul său de oaste, în goana cailor, antrenând după el și pe vanitoșii templieri, deși Ludovic al IX-lea interzisese actele de bravadă și inițiativă particulară, soldate, de obicei, cu un eșec, cum s-a întâmplat și de data aceasta. La început, musulmanii, surprinși, au fost măcelăriți de francezi în număr mare, conducătorul lor, vajnicul Fakhr, fiind omorât cu lovituri de sabie, dar, îmbătat de victorie, Robert d’Artois a făcut imprudența să-i urmărească pe fugari, negându-se la inferioritatea numerică a oastei lui, fapt ce l-a costat viață, căci în locul lui Fakhr, un mameluc, Baibars Bunducdari, a reușit repede să-și adune oamenii și să revină asupra atacatorilor, masacrându-i la rândul său. Întreaga avangardă, circa 1500 călăreți cruciați, a fost nimicită de către musulmani. O încercare similară a ducelui d’Orleans s-a terminat cu aceeași înfrângere, Jean d’Orleans, Pierre de Neuville, seniorul de Conflans și mulți alții au rămas pe câmpul de luptă, ambele înfrângeri fiind o pierdere grea pentru regele Franței.
Luptele erau reluate zi de zi și, de fiecare dată, se înregistrau pierderi în armata franceză imposibil de recuperat, în timp ce sultanul părea că dispune de un rezervor nesecat de oameni și de mașini de război. Cum parcă situația pentru cruciați nu era destul de grea, în rândurile lor a izbucnit o epidemie provocată, probabil, de alimentația excesivă cu carne de porc conservată numai prin sărare, sau poate de consumul exagerat de pește, o specie cu care europenii nu erau obișnuiți. Clima foarte caldă și uscată în anul acela, deși erau în luna ianuarie nu căzuse un strop de ploaie, mizeria din taberele de cantonament, lipsa apei potabile-se foloseau de apa din Nil deja infectată de cadavre-toate la un loc au făcut ca o boală necunoscută, manifestându-se prin dureri puternice de pântece, infecție în gât și la gingii să-i chinuie pe francezi. Vaietul răniților era acoperit de țipetele celor cărora bărbierii le tăiau carnea moartă de pe gingii, singurul tratament folosit și puțini au fost cei ce au scăpat de această operație dureroasă.
Regele Franței era dispus să trateze cu musulmanii condițiile retragerii, propunerea sa fiind să predea Damietta și să primească în schimb Ierusalimul. Sultanul era înclinat să accepte, însă, voia garanții dintre cele mai sigure că francezii se vor ține de cuvânt. Până la retragerea armatei străine din cetate și îmbarcarea ei, el cerea ca ostatec pe chiar regele Franței, ceea ce firește, Ludovic al IX-lea nu a primit. Ostilitățile au fost reluate. Regele se îmbolnăvise, rămăsese cu ariergarda, fapt cunoscut de egipteni, de aceea, ei au recurs la un vicleșug și, în timp ce Geoffroy de Sargine îl transporta pe Ludovic, cuprins de febră și aproape fără cunoștință, într-un sat din apropiere de Mansurah, aceștia l-au făcut prizonier, odată cu el un număr mare de nobili fiind capturați, printre ei aflându-se și Joinville, bolnav și el, dar încercând, încă, să mai susțină lupta pe fluviu. Mulți dintre cei prinși au fost uciși pe loc. Joinville, cu oamenii săi, a fost salvat de la moarte, ca prin minune, de către un turc, comandant de galeră, care a acceptat minciuna că joinville era vărul regelui, l-a luat pe vasul său și nu numai că l-a acoperit cu propriul său trup ca să-l apere de loviturile celorlalți selgiucizi dar i-a dat un leac, o băutură, ca să-l tămăduiască de suferința ce o avea și l-a ospătat ca pe un prieten. Admirabil act de umanitate față de un om a cărui viață atârna de un fir de păr.
Prizonierii toți au fost duși în fața cortului lui Al-Muazzam. Prinderea regelui Franței stârnise printre egiptenii turci și arabi o bucurie de neînchipuit. Mantia de purpură a lui Ludovic al IX-lea tivită cu hermină a fost luată de sultan ca trofeu și trimisă guvernatorului Damascului odată cu fericita veste. Un martor ocular, Abu Shama, povestește cum emirul a pus mantia pe el și beat de fericire a adus mulțumiri lui Allah. Sultanul a reluat tratativele cu prețiosul său prizonier, tratative impuse de învingător, sub amenințarea cu moartea. El cerea restituirea necondiționată a Damiettei și o răscumpărare personală de 500 000 livre de aur, o sumă ce părea chiar sultanului fantastic de mare (pe atunci venitul anual al Franței era de în jur de 250.000 astfel de livre, așa că s-a făcut un împrumut de la Templieri). Regele a acceptat fără să ezite știind că regina Margareta care se afla la Damietta, putea să o plătească, fapt ce îl făcea pe Al Muazzam să exclame plin de admirație: pe legea mea, francul este generos, dacă nu se târguiește pentru o sumă  atât de mare de bani, și, la rândul său, pentru a nu părea mai puțin mărinimos, îi dădea regelui 100 000 de livre ca despăgubire. Văzând noua dispoziție a sultanului, regele spera că îl va îndupleca să găzduiască în Damietta bolnavii și răniții până ce și aceștia se vor putea îmbarca. Prizonierii așteptau cu înfrigurare eliberarea lor, când un alt eveniment neașteptat i-a pus iar față în față cu moartea.
Mamelucii din garda sultanului, proveniți din Turchestan, așa numiții mameluci Bahryya, s-au răsculat sub pretext că Al-Muazzam nu ar fi fost dispus să împartă cu toți conducătorii de oști banii plătiți de francezi drept răscumpărare cum o cerea datina, ci doar cu câțiva favoriți. În fond, este vorba de o lovitură de stat dată de grupul Bahryya, ascensiunea lui politică datorându-se nenumăratelor servicii militare aduse țării și faptului că erau legați etnic de sultana Shajar. Foștii luptători sclavi ajunseseră mari proprietari de pământ, dețineau funcții de guvernatori (emiri) și chiar înaltul titlu de atabeg la care Baibars, și el un mameluc, ajunsese, lui datorându-se-i-se în cea mai mare parte înfrângerea cruciaților și deci se considera îndreptățit să fie răsplătit pentru aceasta. Al-Muazzam, însă, venise din Orient, înconjurat de emiri turci, lor le împărțea toate favorurile, în ei avea încredere. De aceea mamelucii, nemulțumiți, au pus la cale înlăturarea vechii dinastii și înlocuirea ei cu una mamelucă. Așa se face că în una din zilele lunii februarie 1250, după ce armata sultanului fusese îndepărtată de către Baibars, sub pretext că este nevoie urgentă de ea la Damietta, Al Muazzam a fost asasinat mișelește de mai mulți oșteni din garda sa personală,inima i-a fost smulsă din piept și aruncată în Nil, chiar sub ochii regelui Franței, rămas împietrit de ceea ce se petrecea. Prizonierii au fost aruncați în închisoare, toți, cu excepția regelui, au fost azvârliți unii peste alții în cala întunecoasă și neaerisită a galerelor, fără apă sau mâncare, mamelucii deocamdată neștiind cum este mai bine să procedeze, să-i omoare, sau să primească răscumpărarea.
În aceste împrejurări, sultana Shajar-Al-Durr a apărut iar pe scena politică, uimind pe toți cu îndrăzneala actelor ei fără precedent în istoria Islamului. Shajar cu energia, deja cunoscută, fără a lăsa timp de gândire, de îndată ce a aflat de moartea fiului ei s-a proclamat Regina musulmanilor, a luat conducerea, fără să-i pese că legile Qoranului o interziceau și pentru a-și legitima puterea s-a intitulat Umm Khalil (mama lui Khalil), Khalil fiind unul din cele patru nume ale lui Al-Muazzam, nume cu care a iscălit primele decrete date. Dar situația militară a țării, prezența încă a francezilor, precum și o posibilă intervenție din Orient, reclamau un bărbat la cârma statului, de aceea Shajar, pentru a nu risca o înlăturare completă, la 1 aprilie 1250 s-a căsătorit cu un preferat al mamelucilor, Aybeg-Al-Turkuman, căruia, astfel, îi legitima, la rândul ei, venirea la tron. Shajar-Al Durr, așadar, prin politica ei, contribuia direct, alături de mameluci, la înlăturarea dinastiei Ayubide, întemeiată de Saladin, și la înlocuirea ei cu dinastia mamelucă, bahriții guvernând până în 1281, când alți mameluci cerchezi numiți bordjiți aveau să preia puterea, până în 1517, când Egiptul și Siria vor intra în stăpânirea turcilor otomani.
Deocamdată, însă, Aybeg trebuia să hotărască soarta prizonierilor francezi și el a făcut-o, optând pentru răscumpărarea lor la un preț mai mare, în afara de restituirea Damiettei, unde garnizoana egipteană fusese reinstalată. O dată convenția încheiată, captivii primeau învoire să revină lângă regele lor, pe propriile corăbii. În schimb, bolnavii, răniții, evacuați la Damietta, din porunca sultanului, au fost uciși fără milă, nesocotindu-se legea lui Saladin care prevedea că străinul hrănit de un musulman nu mai putea fi omorât. Cadavrele erau atât de numeroase-spune Joinville-încât ele au fost îngrămădite pe malul fluviului și li s-a dat foc, laolaltă cu rezerva de carne de porc sărată și cu mașinile de război sfărâmate ale francezilor. Mirosul greu ce se ridica în văzduh anunța că mamelucii sunt mai neîndurători cu dușmanul decât toți sultanii Ayubizi. În ziua de 6 mai 1250, seniorul Geoffroy de Sargine preda Damietta, pe zidurile cetății erau din nou așezate însemnele sultanului, iar regina Margareta, de curând ridicată din pat după nașterea unui fiu, celelalte doamne, francii din oraș, pisanii, genovezii, slujitorii primeau încuviințarea să se îmbarce, direcția aleasă fiind Acra, unde urma să-i ajungă regele cu oamenii lui după ce răscumpărarea avea să fie plătită. Grație lui Joinville, eliberarea regelui s-a făcut mai repede decât era de așteptat, jumătate din banii datorați, adică 200 000 de livre, fiind luați cu forța, de credinciosul sfetnic, dintr-unul din cuferele templierilor, ascuns pe o galeră a acestora și păzit cu atâta strășnicie de călugări, încât nici turcii, nici mamelucii nu dăduseră peste el.
La 13 mai 1250, Ludovic al IX-lea, transportat de o corabie genoveză, cobora în portul Acra, cruciada a VII-a, practic sfârșindu-se aici.

### Bătrânul din Munți și regele Franței
Cruciații, care se răscumpăraseră odată cu regele, dar prin eforturi proprii, căci majoritatea luaseră un mic tezaur cu ei la plecare, sau cei sosiți ulterior, nu mai formau o armată; în număr de câteva sute, ei nu mai aveau forță nici din punct de vedere numeric, nici al rezistenței fizice și morale ca să facă față unei noi campanii. Bani regele mai avea. Cu ei spera să recruteze cruciați plătiți, o formulă nouă ilustrând decăderea cruciadei ofensive, să refacă zidurile principalelor orașe porturi, să-și câștige aliați sau să-și cumpere dușmani, de aceea când cei doi frați ai săi, conții de Poitiers și Anjou, împreună cu alți nobili, au hotărât să se întoarcă în Franța, Ludovic s-a încăpățânat să rămână, deși se simțea înconjurat de dușmani: Cu nici un preț nu voi lăsa Ierusalimul pe care am venit să-l cuceresc și să-l păzesc a răspuns el, când consilierii au insistat să se îmbarce o dată cu frații săi. 
Mai întâi regele a trebuit să-și asigure liniștea în pământul Siriei din partea Bătrânului din Munți, nume sub care este menționat în documente conducătorul sectei asasinilor, o erezie șiită. Stăpânirea lui se întindea undeva la granița de nord a Antiohiei, nu se știe precis unde, și despre el se spune că întreținea la curtea sa o armată de tineri, cărora le oferea toate plăcerile, fiind crescuți și educați pentru a ucide la porunca stăpânului lor pe oricine era declarat de el dușman, indiferent unde aceștia s-ar fi aflat, în Siria sau în altă parte a lumii. Tinerii se supuneau cu un fanatism orb poruncii lui, supunerea lor totală datorându-se credinței că cine murea slujindu-l pe Bătrânul din Munți se reîncarnează într-o viață mai bună, plină de plăceri, cu mult mai mari decât cele trăite. De aici devotamentul lor, împins până la jertfa de sine. Se poveste că atunci când Bătrânul din Munți se deplasa dintr-un loc în altul, un slujitor mergea înaintea lui, purtând însemnul conducătorului, o secure daneză cu coada lungă de argint în care erau înfipte mai multe cuțite și striga: Feriți+vă de cel ce ține în mâinile sale moartea regilor!
Împăratul Germaniei, Fredric al II-lea, regele Ungariei, Andrei al II-lea, sultanul Egiptului, Al Muazzam, îi plătiseră tribut, răscumpărându-și astfel viața. Venise rândul regelui Franței. Așa se face că un emir, trimis de Bătrânul din Munți venea la Acra, cu misiunea specială de a-l intimida pe Ludovic, de a-l amenința pentru a obține de la el plata unui tribut cât mai mare, căci se pare că pe bătrân îl interesau mai mult banii decât viața regilor. Regele nu s-a înfricoșat. El a apelat la ajutorul celor doi magiștri ai ordinului Templierilor și ospitalierilor, singurii în măsură să impună respect Bătrânului, căci și ei dispuneau de oameni devotați gata la nevoie să se sacrifice, iar dacă un rege putea fi ucis un întreg ordin nu putea fi exterminat. La intervenția lor, între cei doi suverani atât de diferiți a intervenit o înțelegere și un schimb de daruri prețioase echivalând cu o răscumpărare și o recunoaștere a păcii. Yves le Breton, călugăr templier, încărcat cu stofe scumpe, cupe de aur și argint, pocale, bijuterii de tot felul, lua drumul munților, spre palatul Bătrânului, de unde se întorcea apoi uimit de bogățiile văzute. În semn de prietenie, Bătrânul din Munți trimitea lui Ludovic al IX-lea câteva daruri, evident mai puțin scumpe, cu valoare simbolică: cămașa Bătrânului, semn că regele îi este apropiat cum este cămașa de corp, un inel de aur, cu numele stăpânului din munți gravat pe el, ceea ce voia să însemne legătura cu regele Franței, făgăduiala de credință viitoare; apoi figurine de cristal, fructe și flori din ambră, ca o urare de bogăție și împlinire, în sfârșit un joc de șah, admirabil lucrat, exprimând dorința ca regele să se bucure din plin de clipe de răgaz.
Șeful asasinilor se arăta mai curtenitor decât bănuise Ludovic, faptul îl mulțumea, dar nu mai puțin regele cel sfânt al Franței își dădea seama că a trăi printre orientali însemna tot felul de compromisuri și schimbări de optică.

### Alianta cu mongolii
Primul pas se cerea urmat de un al doilea. Pentru a înlătura posibilitatea unui atac mongol asupra teritoriilor cruciate, dar și pentru a avea un aliat eficace împotriva sultanului Egiptului, într-un viitor război, Ludovic al IX-lea, folosind același procedeu, darurile bogate, s-a adresat hanului tătar din Karakorum (Mongolia), Munke, solicitându-i o cooperare militară. Tratativele au fost purtate de un călugăr franciscan, Guillaume Rubruquis, și ele s-au soldat în 1253 cu o alianță franco tătară, prima alianță de acest fel, scopul ei fiind distrugerea califatului de Bagdad, a Alepului, Damascului și a califatului egiptean, un plan de luptă, după cum se vede, de mare anvergură, ce însemna o abatere evidentă de la idealul de cruciadă. O solie asemănătoare fusese trimisă și la marele han din Persia și Transcaucazia. În Ludovic cel Sfânt, omul politic și ambiția de a nu fi înfrânt deveniseră mai puternice decât crezul religios.
În tot acest timp, în Franța vestea înfrângerii cruciaților, a suferințelor îndurate se răspândise ca fulgerul. Dar nimeni nu a schițat un gest să le vină în ajutor, doar poporul deplângea soarta bunului, înțeleptului rege, împărțitor de dreptate, cum deja oameni simpli în naivitatea lor și-l figurau pe Ludovic, venerat încă din viață ca un sfânt. Legătura rege-țară-popor era încă puternică în ideologia vremii, sacrarea îl situa pe rege deasupra claselor ca pe un arbitru nepărtinitor, iar Ludovic al IX-lea, mai mult decât alți regi, prin modestia sa, actele sale de umanitate, se bucura de popularitate, mai ales în nordul Franței. De aceea nu este de mirare că poporul a simțit nevoia să-i vină în ajutor. Din nou cruciada populară reînvie sub forma marșului păstorașilor. Pe de o parte compasiune și devoțiune față de rege, pe de alta zbucium și clocot tineresc, care căuta o cale de manifestare; fie una, fie alta, tinerii din Flandra și Picardia, luând cu ei pe cei mici în stare să suporte o călătorie, au pornit în 1253, spre Paris cu gândul de a face cruciați. Autoritățile au privit cu spaimă repetarea cruciadei copiilor, iar noul marș al păstorașilor era prezentat în cuvinte dezaprobatoare de felul: Șefi de briganzi, pentru a înșela oamenii simpli și pentru a răspândi cruciada în rândul poporului, au propovăduit cu o fantezie plină de inventivitate falsă că li s-au arătat îngerii și sfânta Fecioară, poruncindu-le să ia crucea (să se facă cruciați), să strângă o armată de păstori și din oamenii cei mai simpli din popor ca să meargă în ajutorul Țării Sfinte...când aceștia treceau pe lângă păstorii de oi, ciobănașii își părăseau turma, fără să ceară voie părinților, și posedați ca de nu știu ce nebunie porneau cu toții pe drumul crimei...Dacă ciobănașii erau măcar de bună credință, printre ei, însă, se aflau și un număr mare de tâlhari și escroci și tocmai aceștia aveau conducerea convoaielor. Cruciada populară, așadar, decăzuse complet, ea nu mai era privită decât cu dispreț și neîncredere, ca o crimă, de aceea Blanca de Castilia, ajutată de biserică, a luat măsuri severe pentru întoarcerea păstorașilor din drum. Cruciada devenise un simplu act politic, iar poporul nu mai avea loc în ea. Dintr-o expediție cu caracter internațional, ofensivă și populară, cruciada se transformase într-o acțiune politică, națională, feudală, aspectul ofensiv fiind și el în plin declin iar în anii ce vor veni va dispare și acesta.
În noiembrie 1253, regele se afla încă în Orient, unde menajul regal părea că se simte destul de bine. Regina Margareta născuse al doilea copil pe pământ străin, o fată, și nu da semne că o preocupa soarta copiilor (patru la număr) rămași acasă. Credincioasă regelui, ea nu se depărta de el, așteptând cu nerăbdare pregătirea cruciadei. Moartea reginei Blanca de Castilia, însă, l-a obligat pe Ludovic al IX-lea să se gândească serios la importanța întoarcerii sale în Franța, unde, fără energia bătrânei regente, viața politică putea să alunece ușor spre anarhie. Totuși regele nu a plecat imediat, el a mai zăbovit până ce cetățile Jaffa, Caesarea, Sidon, Acra au fost pe deplin fortificate. În sfârșit, în 1254, Franța își revedea din nou regele, care se întorcea dezamăgit, fără să fi văzut Ierusalimul, deși fusese invitat de mai multe ori de emirii din oraș, dar socotise că nu este de demnitatea unui monarh care a venit în chip de cuceritor, a depus atâtea eforturi ca să redea Ierusalimul creștinilor, să intre în oraș prin bunăvoința stăpânilor lui.
După plecarea lui Ludovic al IX-lea, statele latine au fost cuprinse de descurajare și slăbiciune. Stăpânirea nominală asupra statelor cruciate o avea încă împăratul Germaniei, dar Conradin de Hohenstaufen, nepotul lui Frederic al II-lea, era un tânăr lipsit de puterea unor inițiative politice, amenințat de politica papală. Așadar, procesul de fărâmițare feudală în Orient putea să avanseze nestingherit, conducătorii cruciați fiind liberi să-și dispute întâietatea. 
În tot acest timp, printre principii cruciați sirieni cel mai puternic era principele Antiohiei, care anexase comitatul Tripoli și încheiase o alianță avantajoasă cu regele armean, a cărui fată o luase în căsătorie. Faptul îl îndreptățește să revendice suzeranitatea, dar nimeni nu-i lua în serios pretențiile, deși Munke își începuse ofensiva, fără să mai aștepte ajutorul cruciaților, de care, de altfel, nici nu avea nevoie, iar din aliat putea deveni un dușman la fel de periculos ca mamelucii din Egipt. În 1258, Munke cucerea Bagdadul, apoi, conform planului dinainte stabilit, ataca și ocupa Alepul și Damascul. În Siria era numit un guvernator mongol, în timp ce la Cairo era trimisă o solie pentru a cere supunerea noului sultan, Kutuz. Cruciații se vedeau prinși între două stăpâniri, la fel de incomode, de aceea au ales-o pe cea mai puțin rea, cu care erau obișnuiți, cu care mai avuseseră tratate și astfel din aliați ai mongolilor s-au făcut aliați ai mamelucilor, dușmanii lor de ieri. Jocul alianțelor, stabilind un echilibru de forțe, începea să acționeze în Orientul Mijlociu și el va compromite definitiv ideea de cruciadă. Urmarea acestor alianțe schimbătoare a fost marea înfrângere a mongolilor de la Ain Jalud din 1259 și îndepărtarea trupelor lui Hulagu, fratele și urmașul lui Munke, mort cu puțin înainte de marea bătălie.
Alianța cu mamelucii nu putea fi însă de durată. Veșnic nemulțumiți de conducătorul lor, ei îl asasinau pe Kutuz în 1260, energicul și ambițiosul Baibars văzându-și de data aceasta visul împlinit, el preluând puterea și titulatura de sultan, sprijinit de întreaga armată al cărui atabeg era. Cu Baibars începea schimbarea politicii în Orient. El a reînviat djihadul cu un fanatism și vigoare neîntâlnită până acum la musulmani. Spre deosebire de Saladin și Al Kamil, Baibars nu admitea nici un fel de compromis cu creștinii.
Ofensiva Islamului a fost reluată, an de an repetându-se atacurile asupra francezilor, în orașele ocupate sau în care erau stăpâni, cultul creștin fiind interzis. Biserica din Nazareth a fost rasă de pe suprafața pământului (1263), apoi, după un asediu nereușit asupra Acrei, a înaintat pe coasta palestiniană, a atacat Caesarea, Haifa, Arsuf, cucerind toate trei cetățile și dărâmându-le zidurile, odată cu ele principalele baze ale cruciaților fiind distruse. În anul următor, 1266, venea rândul cetății Safad aflată pe drumul Galileii și stăpânită de templieri, punct strategic deosebit de important, de aceea Baibars hotărî să facă din Safad capitala mamelucilor în Siria. Atacurile se succedau la intervale atât de scurte, încât cruciații, mereu în defensivă, erau incapabili să-și refacă forțele. În 1268, Jaffa era cucerită și, la fel ca în cazurile precedente, fortificațiile erau distruse, în timp ce templierii sufereau încă o pierdere mare, castelul Beaufort, unde Baibars instala o garnizoană musulmană numeroasă, numele fortificației fiind schimbat în Shfik Arnum. Venise rândul Antiohiei, ultima nădejde a cruciaților. În luna mai a anului 1268, orașul era încercuit din toate părțile și silit să se predea, după ce legătura cu marea și orice posibilitate de a primi ajutor din exterior îi fusese tăiată. După capitulare (8 mai) a urmat unul dintre jafurile și masacrele renumite ale mamelucilor, de a căror cruzime până și musulmanii selgiucizi se înfiorau, deși nici ei nu erau blânzi cu dușmanul. Potrivit datelor din cronici 17 000 de oameni au fost măcelăriți și peste 100 000 tineri, chiar copii unii dintre ei, din întreg principatul, au fost duși în grea robie. După 171 de ani de stăpânire de către Casa de Hauteville, Principatul Antiohiei dispărea în zgomotul loviturilor date de sultanul mameluc Baibars, ecoul lor răsunând până în Europa. Boemund al VI-lea reușise să se refugieze la Tripoli, care, împreună cu Acra, rămâneau încă stăpâniri cruciate, dar Baibars nu le scăpa din planul său de ofensivă viitor. Deocamdată considera mai importantă să se îndrepte spre Mecca, să aducă mulțumiri lui Allah și o dată cu vizitarea orașului sfânt să-și impună suzeranitatea asupra întregii lumi arabe în vederea deplinei unificări musulmane.

## Cruciada a opta
Situația devenea mai mult decât gravă pentru cruciați. Papa Clement al IV-lea trebuia să organizeze neîntârziat o cruciadă dacă voia să mai salveze ceva, dar un război în Siria apărea imposibil pentru europeni, dacă nu apelau la o alianță cu un popor necreștin, mongolii, ceea ce însemna o schimbare esențială în ideologia de cruciadă. După cum s-a văzut și se va vedea, politicul dicta nu religiosul, acesta putea făuri un ideal sau altul, legitima o acțiune, o putea declanșa sau mobiliza forțele necesare înfăptuirii ei, dar fără un suport politic, născut din condițiile obiective ale societății, idealul se destrăma ca un vis lipsit de consistența materială. Cruciada pentru ca să nu aibă această soartă, ea trebuia readaptată. Așa se face că în 1267 papa trimitea o solie la hanul mongol din Persia, Abagha, solie bine primită, dar căreia, de la început, hanul i-a pus în vedere că nu se angaja la nimic până ce creștinii nu erau hotărâți să lupte cu toate forțele lor împotriva mamelucilor.
Cruciada a fost proclamată în Europa în 1267, dar și de data aceasta nu a răspuns decât Ludovic al IX-lea chemării papei. Amintirea înfrângerii suferite îl chinuia, el nu renunțase o clipă la cruciadă și acum socotea că a venit momentul să plece din nou. Henric al III-lea al Angliei ar fi vrut să i se alăture, chiar îmbrăcase haina de cruciat, dar răscoala baronilor din regat, transformată într-un război civil, îl înspăimântase într-atât, încât a cerut papei dezlegarea de a reveni asupra hotărârii luate într-un moment nepotrivit. Nici pentru regele Franței, cu toată autoritatea ce o avea, mobilizarea unei armate nu era un lucru ușor. Nobilii nu s-au mai lăsat atrași într-o cursă, ei s-au împotrivit cu toată puterea unui proiect nebunesc, până și credinciosul sfetnic Joinville a refuzat să-l însoțească pe rege, pretextând o boală. Lui Ludovic nu-i rămânea altceva de făcut decât să angajeze o armată plătită de cavaleri. De la avântul nebunesc, care făcuse ca nobil și țăran să se arunce în necunoscut, la cruciați plătiți, iată, pe scurt, drumul parcurs de cruciadă, între 1096 și 1270.
La sfârșitul lunii mai 1270, cruciada a VIII-a pornea din portul Marsilia, regele fiind însoțit de cei trei fii ai săi, Filip moștenitorul tronului, Jean Tristan, conte de Valois și Pierre, conte d’Alençon⁠(d), de fratele său, Alphonse de Poitiers⁠(d), de ginerele său, Thibaud, rege al Navarei, de Robert d’Artois, fiul fratelui mort la Mansurah în cruciada precedentă, de ducii de Bretania, Montmorency, Montpensier, Laval și alți nobili de seamă pe care regele reușise să îi atragă  și care se lăsaseră convinși, spre deosebire de restul armatei plătite, de plăcerea de a călători. Ei erau însoțiți de soțiile lor și multe doamne de la curte, întrucât anturajul regelui pios se transformase într-un cortegiu jumătate galant, jumătate războinic. Principele Eduard, fiul regelui Angliei, viitorul rege Eduard I, primise o sumă de bani din partea lui Ludovic al XI-lea și, în ultimul moment, strânsese o armată de mercenari, recrutați, mai ales, din posesiunile gascone din sudul Franței. Tot așa procedase și Carol de Anjou, celălalt frate al regelui, ajuns rege al Siciliei și numit de papă rege al Ierusalimului, ca să adune o mână de cruciați.
De la început planul fusese prost întocmit. Data plecării nu fusese bine gândită, era în pragul verii, un anotimp neprielnic pentru o expediție într-o țară cu un climat fierbinte și nisipuri arzătoare. Apoi cruciații nu au plecat toți odată, Eduard și regele Siciliei urmând să ajungă din urmă armata franceză. În sfârșit, în loc să se îndrepte spre Siria, pentru a face joncțiunea cu armatele mongole, flota cruciată s-a îndreptat spre Tunis, luându-se după niște zvonuri neîntemeiate: sultanul Omar ar vrea să treacă la creștinism. Carol de Anjou avea tot interesul să-l știe pe vecinul său de dincolo de mare adus la o politică proeuropeană în viitor, căci se temea din partea sa la un posibil atac asupra Siciliei, de aceea, el pare să fi stăruit pe lângă rege pentru schimbarea direcției cruciadei.
Debarcarea cruciaților, câteva mii, în fața Tunisului în anul 1270, nu-l găsea pe sultanul Omar nepregătit. Solilor trimiși ca să-l întrebe dacă primește botezul, el le-a răspuns în derâdere că va veni imediat în fruntea unei armate de 100 000 oameni. Pregătirile de luptă au început, dar din cauza căldurii, a regiunii mlăștinoase insalubre, în tabăra franceză a izbucnit o epidemie de dizenterie căreia i-a căzut victimă însuși Ludovic al IX-lea. Până să debarce Carol de Anjou și cruciații săi, regele Franței murea. Preocuparea sa înainte de moarte fusese ca francezii, rămași fără regele lor, să nu fie cuprinși de panică și debandadă. Își chemase fiii, vasali apropiați în jurul patului și le spusese: nu mă plângeți, este firesc ca un conducător să se afle mereu înaintea supușilor, tot așa trebuie să fie și în moarte. În cuvinte puține, încerca să-i îmbărbăteze îndemnându-i să nu abandoneze cruciada, să dea sfaturi utile fiului său Filip, Dar nici nu închisese regele bine ochii că francezii, cu armata mistuită de boală, înconjurați din toate părțile de mauri, nu au mai avut altă soluție decât să se retragă cât mai grabnic cu pierderi cât mai puține. Cât despre continuarea drumului spre Siria nici nu a mai fost vorba, doar câțiva temerari se îndreptau într-acolo pe cont propriu. 
În timp ce se afla la Mecca, sultanul egiptean Baibars aflase de expediția lui Ludovic al IX-lea. Știrea îi readucea în minte ofensiva întreruptă împotriva cruciaților și mai decis ca oricând să sfârșească odată cu ei, întărit moralicește de pelerinajul făcut, el revenea în Siria, regrupa armata, primul său pas fiind cucerirea fortificației Kerak de la ospitalieri (1270), în locul călugărilor militari, izgoniți, instalând o garnizoană puternică selgiucidă. Intenția sa era să înainteze spre Tripoli, dar, între timp, Eduard al Angliei, cu armata sa, debarcase la Acra, iar Baibars s-a grăbit să-i iasă în întâmpinare. Cruciații din Siria își adunaseră ultimele forțe și strânși în jurul Acrei și al cruciaților englezi, ajutați de mongoli au mai susținut lupta aproape un an, cu pierderi ireparabil de mari. Asasinii Bătrânului din Munte își făceau și ei meseria, demoralizând pe cruciați. În sfârșit, în 1272, Eduard, după ce abia scăpase cu viața din calea unui asasin, se hotărî să renunțe la cruciadă și să se îmbarce spre Anglia. Baibars, profitând de răgazul ivit, se aruncă asupra mongolilor, care între timp se instalaseră în sultanatul de Rum, ocupă capitala Iconium (1277) se proclamă sultan, întreprinde o acțiune de pedepsire asupra Armeniei, aliata cruciaților, apoi pleacă spre Damasc, unde avea să-l surprindă moartea (30 iunie 1277), fără a fi văzut djihadul împlinit. În Egipt a urmat sultanul Kalavun și o nouă dinastie Kalavunidă se întrona  (1277-1293) ei revenindu-i misiunea ultimei lovituri dată cruciaților din Siria. În 1289 cădea Tripoli, iar doi ani mai târziu, în 1291, Acra, inima regatului latin era și ea cucerită. Ordinele călugărești se refugiau în Europa, francezii o parte plecau, alții rămâneau sub noua stăpânire. Doar regatul Ciprului a mai rămas în mâna latinilor până în 1571, când avea să cadă sub dominația turcilor otomani.

## Încercări de alianță
Ludovic a avut un schimb de scrisori și emisari cu mai mulți conducători mongoli din acea perioadă. După ce Ludovic a părăsit Franța pentru prima lui cruciadă, debarcând în Nicosia, Cipru, a fost întâmpinat pe 20 decembrie 1248 în Nicosia de doi soli mongoli, nestorieni din Mosul numiți David și Marc, care aveau o scrisoare de la Eljigidei, conducătorul mongol al Armeniei și Persiei. Cei doi soli i-au comunicat o propunere de alianță împotriva abbasizilor musulmani, al căror califat era bazat în Bagdad. Eljigidei a sugerat că regele Ludovic ar trebui să ancoreze în Egipt, în timp ce Eljigidei ataca Bagdadul, pentru a evita ca sarazinii din Egipt, și acei din Siria, să-și unească forțele.
Deși cel puțin un istoric l-a acuzat pe Ludovic de naivitate pentru încrederea acordată ambasadorilor, și Ludovic însuși a recunoscut mai târziu că își regretă decizia, regele l-a trimis pe André de Longjumeau, un preot dominican, ca emisar la Marele Han Güyük din Mongolia. Cu toate acestea, Güyük a murit înainte ca emisarul să ajungă la curtea sa, și văduva lui Oghul Ghaimish i-a dat emisarului doar un cadou și o scrisoare condescendentă pentru regele Ludovic cerându-i regelui să plătească tribut mongolilor.
În 1252, Ludovic a încercat să încheie o alianță cu egiptenii, pentru recuperarea Ierusalimului dacă francezii contribuiau la capturarea Damascului.
În 1253, Ludovic a încercat să găsească aliați printre asasinii ismailiți și printre mongoli. Ludovic fusese informat că liderul mongol al Hoardei de Aur, Sartaq, se convertise la creștinism, în timp ce în Cipru, Ludovic a văzut de asemenea o scrisoare de la Sempad, fratele conducătorului armean Hetum I, care, făcând parte dintr-o ambasadă la curtea mongolă de la Karakorum, a descris un ținut centru asiatic ca o oază cu mulți creștini, în general de rit nestorian.
Ludovic a trimis un nou sol la curtea mongolă, în persoana călugărului franciscan William de Rubruck, care l-a vizitat pe Marele Han Möngke în Mongolia. William a intrat într-o faimoasă competiție la curtea mongolă, deoarece hanul a încurajat o dezbatere formală între creștini, budiști și musulmani, pentru a determina care credință este cea adevărată, existând trei judecători, unul din fiecare religie. Dezbaterea a atras o mulțime impresionantă, și, precum la majoritatea evenimentelor mongole, s-a consumat o cantitate uriașă de alcool. Precum descrie Jack Weatherford în cartea sa Genghis Khan and the Making of the Modern World („Genghis Khan și crearea lumii moderne”) :
„Niciuna din părțile implicate nu părea să le convingă pe celelalte de ceva. În cele din urmă, pe măsură ce efectele alcoolului deveneau din ce în ce mai puternice, creștinii au renunțat la a mai convinge lumea cu argumente logice, și au început să cânte. Musulmanii, care nu cântau, au răspuns prin recitarea cu voce ridicată a Coranului, pentru a îi anula pe creștini, în timp ce budiștii s-au retras într-o meditație silențioasă. La sfârșitul dezbaterii, incapabili să se convertească unii pe alții sau să se ucidă, dezbaterea s-a terminat precum majoritatea petrecerilor mongole, toată lumea fiind prea beată pentru a continua”. (Jack Weatherford, Genghis Khan and the Making of the Modern World, p. 173)
Dar chiar și după competiție, Möngke a replicat cu o singură scrisoare via William în 1254, cerând supunerea regelui în fața autorității mongole.

## Patron al artelor și arbitru al Europei
Patronajul artelor din timpul domniei lui Ludovic a adus multe inovații în arta și arhitectura gotică, și stilul de la curtea sa s-a iradiat de-a lungul Europei prin cumpărarea de obiecte artistice de la maeștri parizieni, precum și prin mariajul fetelor și rudelor de sex feminin ale regelui cu nobili din alte țări, având drept rezultat introducerea în acele ținuturi a modelului parizian. Capela personală a lui Ludovic, Sainte-Chapelle din Paris, a fost copiată de mai multe ori de urmașii săi. Probabil Ludovic a ordonat producerea Bibliei Morgane, o capodoperă a picturii medievale.
Sfântul Ludovic a domnit în timpul unui „secol de aur”, în care regatul Franței și-a atins apogeul în Europa, atât din punct de vedere economic, cât și politic. Regele Franței era considerat primus inter pares (primul între egali) printre regii și conducătorii de pe continent. Comanda cea mai mare armată, și guverna cel mai extins și mai bogat regat din Europa, centrul artelor și intelectualității europene (La Sorbonne) în acea perioadă. Prestigiul și respectul de care se bucura în Europa Ludovic al IX-lea erau datorate mai degrabă personalității sale benevolente decât dominației militare. Pentru contemporanii săi, era exemplul chintesențial de prinț creștin, întruchiparea creștinismului într-o singură persoană. Reputația de sfințenie și echitate era deja bine stabilită în timpul vieții sale, și în mai multe ocazii a fost ales ca arbitru pentru disputele diverșilor conducători din Europa.

## Zel religios
Percepția lui Ludovic al IX-lea ca prințul creștin exemplar a fost întărită de zelul său religios. Ludovic a fost un catolic devotat, și a construit Sainte-Chapelle („Capela Sfântă”), localizată în complexul palatului regal (astăzi Palatul de Justiție de la Paris), din Île de la Cité, în centrul Parisului. Sfânta Capelă, un exemplu perfect al stilului reionant al arhitecturii gotice, a fost construită ca un altar pentru Coroana de Spini și un fragment din Crucea Adevărată, o relicvă importantă a patimilor lui Iisus. Ludovic le-a achiziționat în 1239-1241 de la Împăratul Balduin al II-lea al Constantinopolului, în schimbul sumei exorbitante de 135.000 de livre (capela a costat „numai” 60.000). Această achiziție trebuie înțeleasă în contextul fervoarei religioase extreme care exista în Europa secolului al XIII-lea. Ea a contribuit la reîntărirea poziției centrale a regelui Franței în cadrul creștinătății occidentale, precum și la renumele Parisului, pe atunci cel mai mare oraș din Europa occidentală. Într-un timp în care orașele și conducătorii căutau relicve pentru a își spori reputația și faima, Ludovic reușise să aducă cea mai prețuită relicvă în capitala sa. Achiziția nu a fost deci doar un act de devotament, ci și un gest politic : monarhia franceză încerca să stabilească regatul Franței ca fiind „Noul Ierusalim”.
Ludovic al IX-lea și-a luat foarte în serios misiunea de „locotenent al lui Dumnezeu pe Pământ”, cu care fusese investit la încoronarea de la Reims. Astfel, pentru a își îndeplini misiunea, a condus două cruciade, care, cu toate că au fost lipsite de succes, au contribuit la prestigiul lui. Contemporanii săi nu ar fi înțeles situația dacă regele Franței nu ar fi condus nicio cruciadă în Țara Sfântă. Pentru a își finanța prima cruciadă Ludovic a ordonat expulzarea tuturor evreilor implicați în camătă. Această acțiune îi permitea lui Ludovic să confiște proprietățile evreilor expulzați, pe care le putea folosi în cruciada sa. Cu toate acestea, nu a eliminat datoriile creștinilor. A treia parte din datorie a fost scutită, dar restul de bani trebuiau trimiși la trezoreria regală. Ludovic a ordonat de asemenea, la cererea papei Grigore al IX-lea, arderea a 12.000 de copii ale Talmudului, în Paris, în 1243. O astfel de legislație împotriva Talmudului, nu ceva neobișnuit în istoria creștinismului, era datorată preocupărilor curților medievale că producerea și circulația lor ar putea slăbi credința indivizilor creștini, și amenința bazele creștine ale societății, protejarea lor fiind o datorie a tuturor monarhilor creștini.
Pe lângă legislația împotriva evreilor și camătăi, Ludovic a extins atribuțiile Inchiziției în Franța. Aria cea mai afectată de această expansiune a fost sudul Franței, unde erezia catară fusese cea mai puternică. Ritmul acestor confiscări a atins cele mai ridicate nivele în anii de dinaintea primei lui cruciade, încetinindu-se în urma reîntoarcerii sale în 1254.
În toate aceste fapte, Ludovic al IX-lea a încercat să îndeplinească datoria Franței, văzută ca „fiica cea mare a Bisericii” (la fille aînée de l'Église), având o tradiție de protectori ai Bisericii care începea cu francii și Carol cel Mare, care fusese încoronat de papă la Roma în 800. Titlul oficial în latină al regilor Franței era Rex Francorum (rege al francilor), și erau cunoscuți de asemenea ca Rex Christianissimus (cel mai creștin rege). Relațiile dintre Franța și papalitate și-au atins apogeul în secolele XII și XIII, și majoritatea cruciadelor au fost invocate de papi de pe teritoriu francez. Până la urmă, în 1309, papa Clement al V-lea chiar a părăsit Roma, stabilindu-se la Avignon, începând epoca cunoscută ca „Exilul de la Avignon” (uneori ca și „captivitatea babiloniană”).

## Galerie de imagini

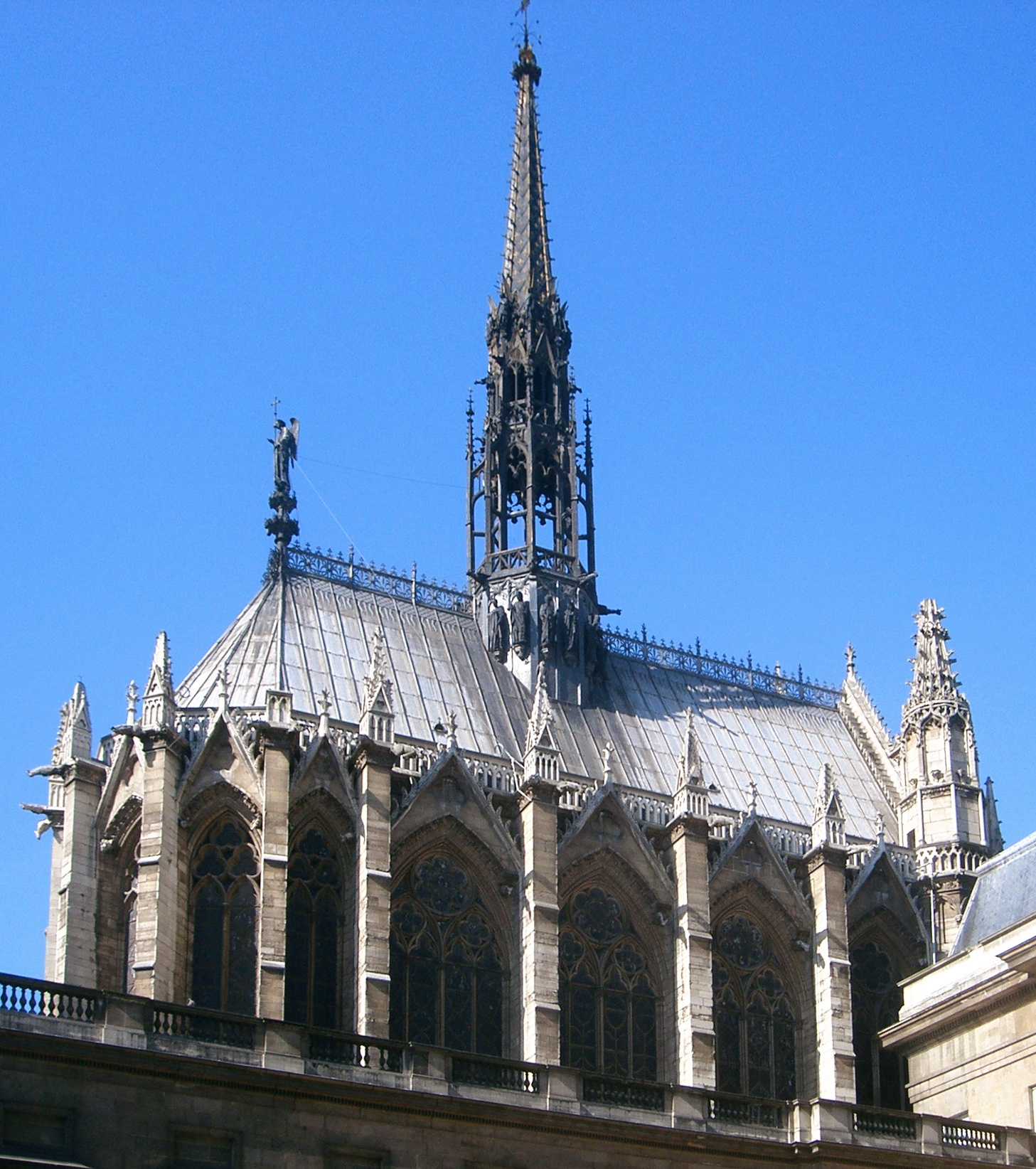
Sainte-Chapelle văzută dinspre Palatul de Justiţie
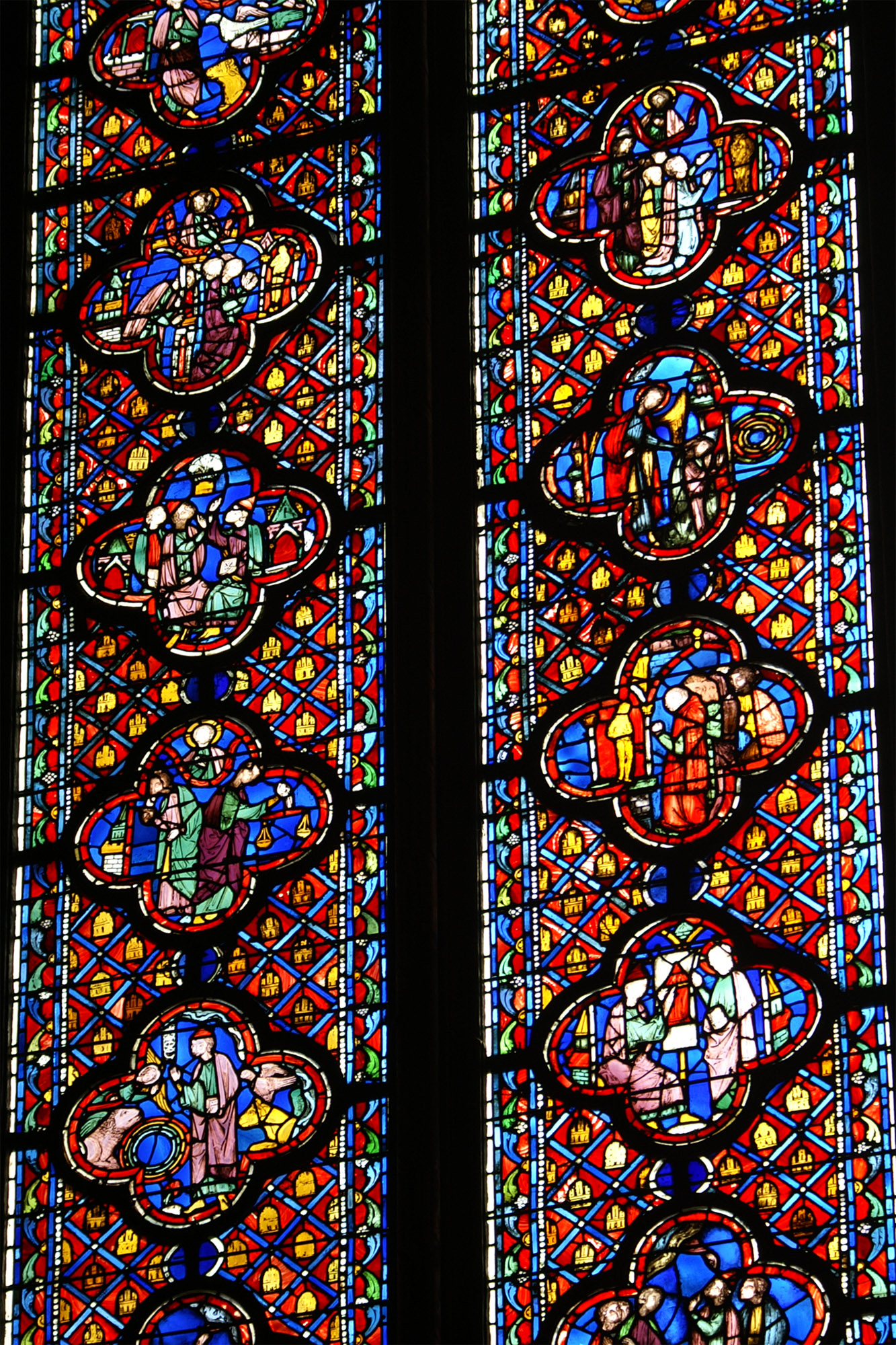
Detalii ale unui vitraliu, latura de sud.
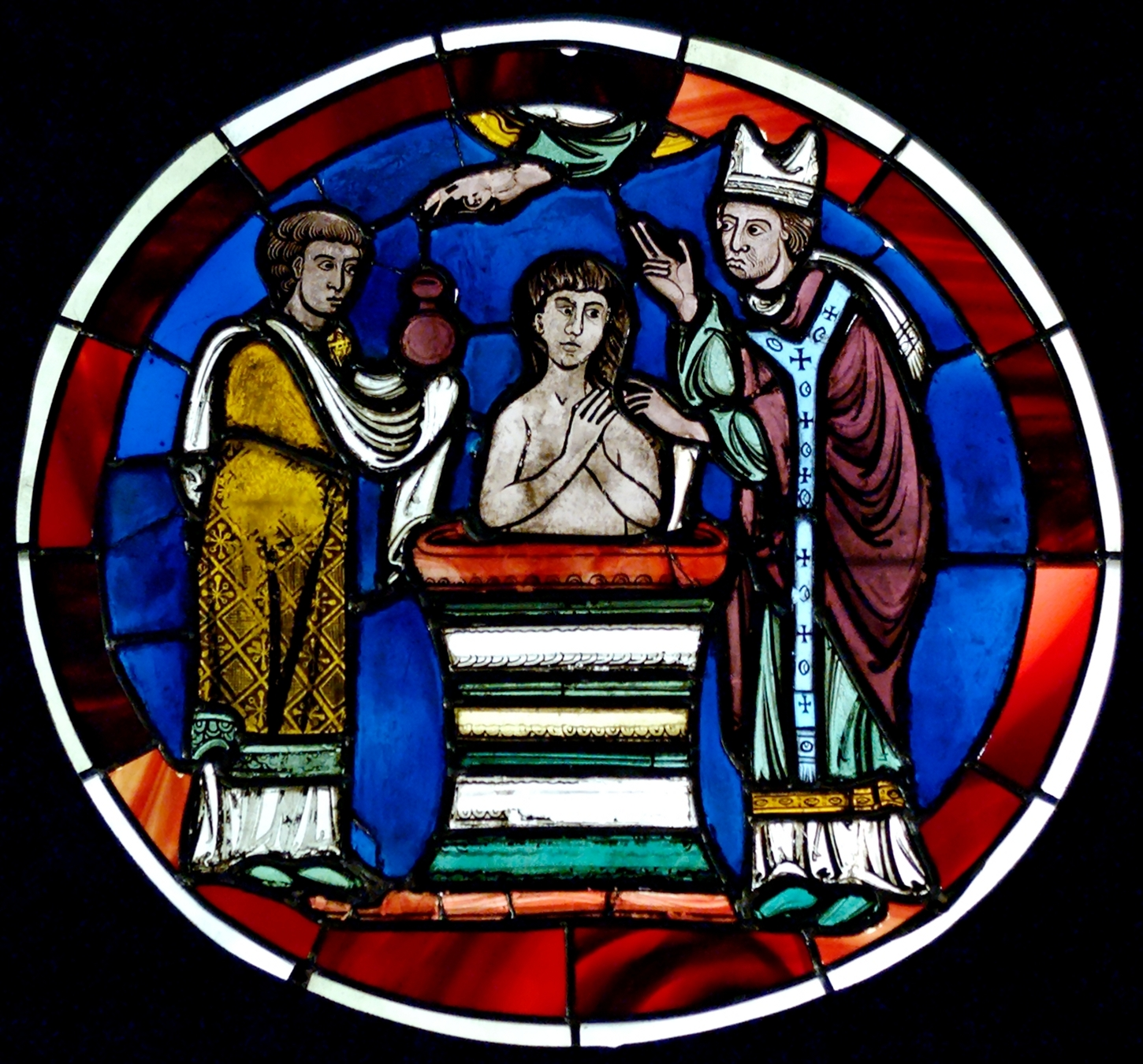
Detaliu al unui vitraliu (Muzeul Naţional al Evului Mediu / Musée national du Moyen Âge), ultimul sfert al secolului al XII-lea.
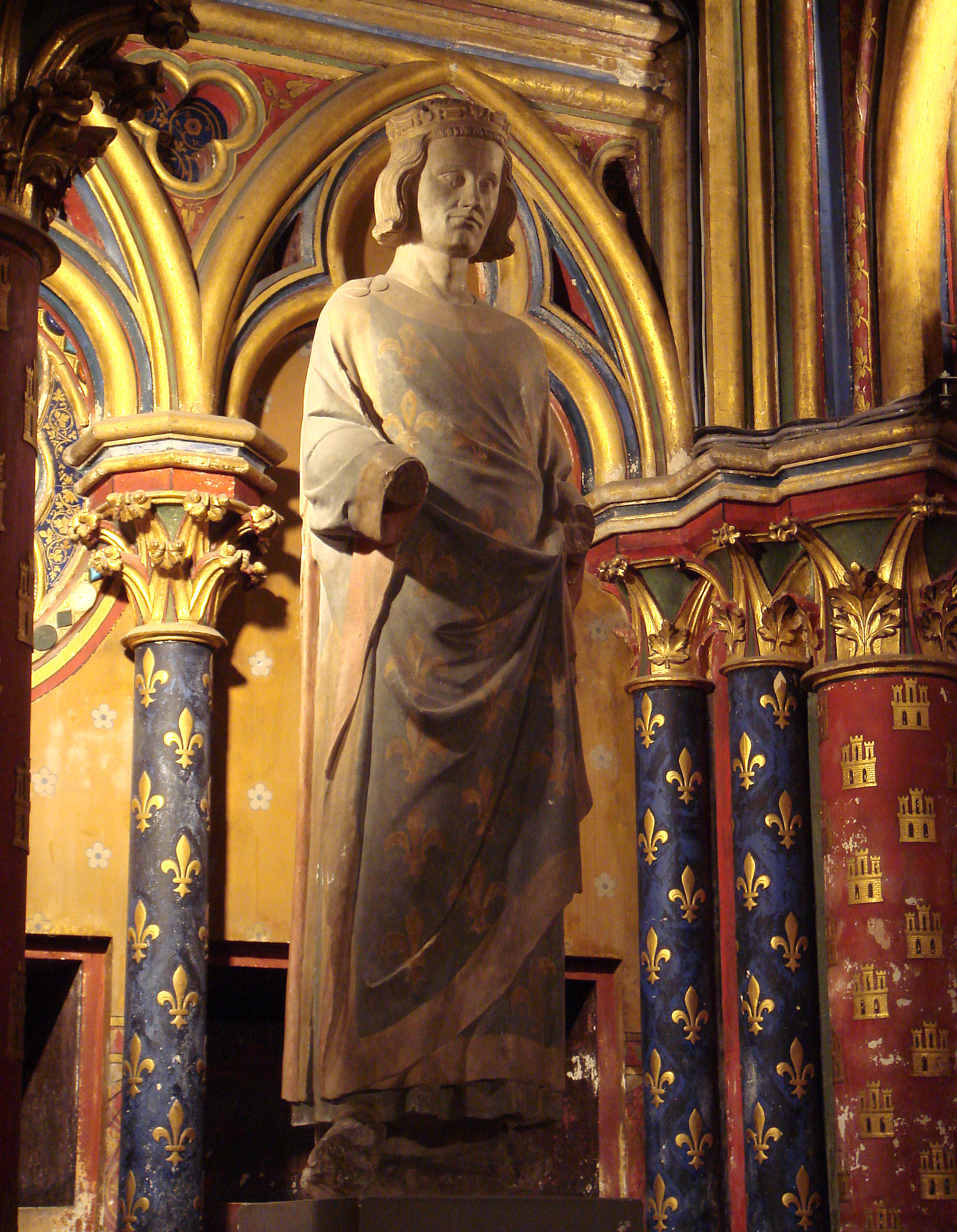
Statuia Sfântului Ludovic, ctitorul Sfintei Capele